# Ядиксола
Ядиксо́ла (рос. Ядыксола, марій. Ядыксола) — присілок у складі Моркинського району Марій Ел, Росія. Входить до складу Семісолинського сільського поселення.

## Населення
Населення — 127 осіб (2010; 140 у 2002).
Національний склад (станом на 2002 рік):
- лучні марійці — 98 %